# Snack
Pour les articles homonymes, voir Snack (homonymie).

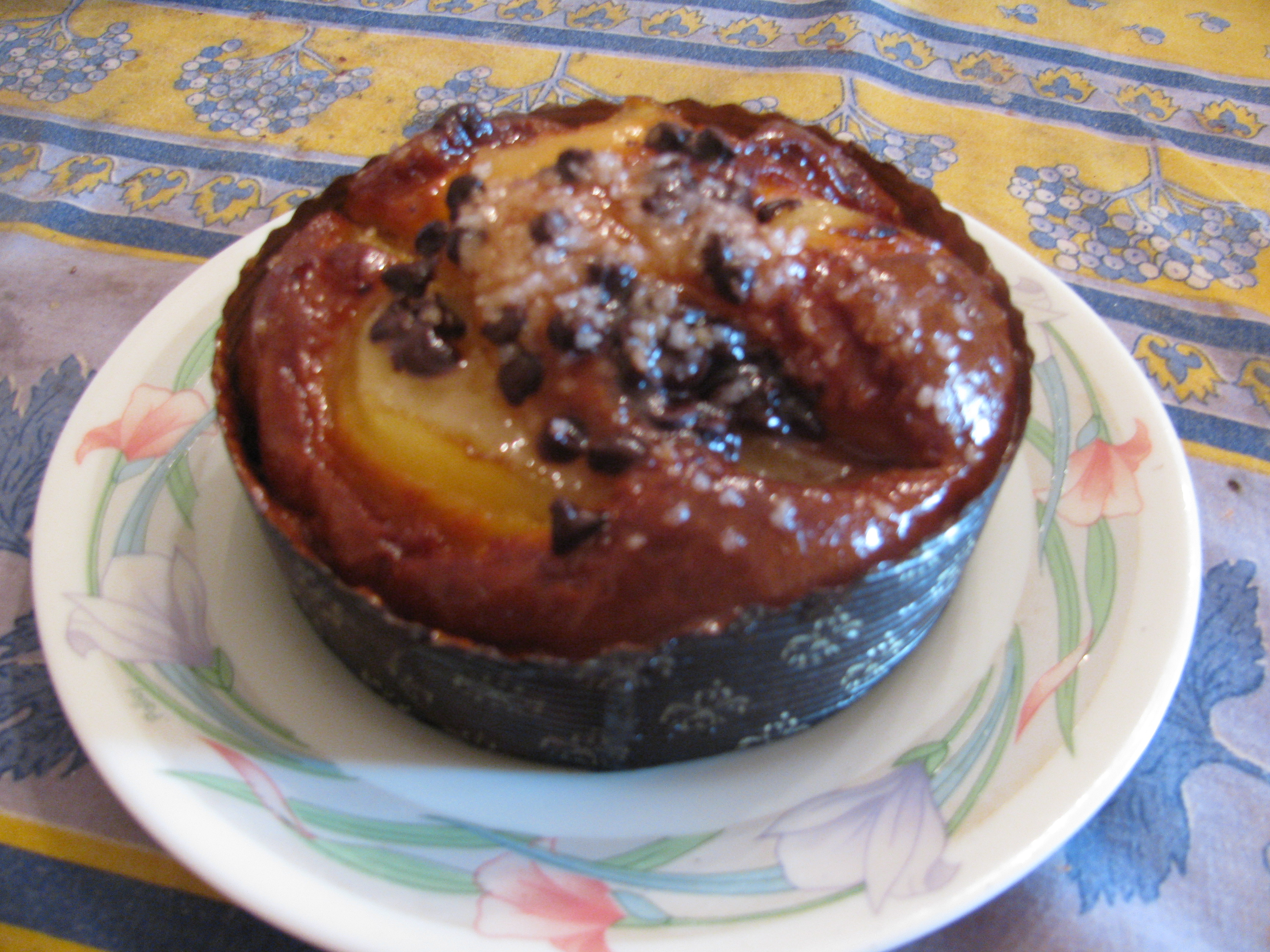
Grignotine de poire chocolat.

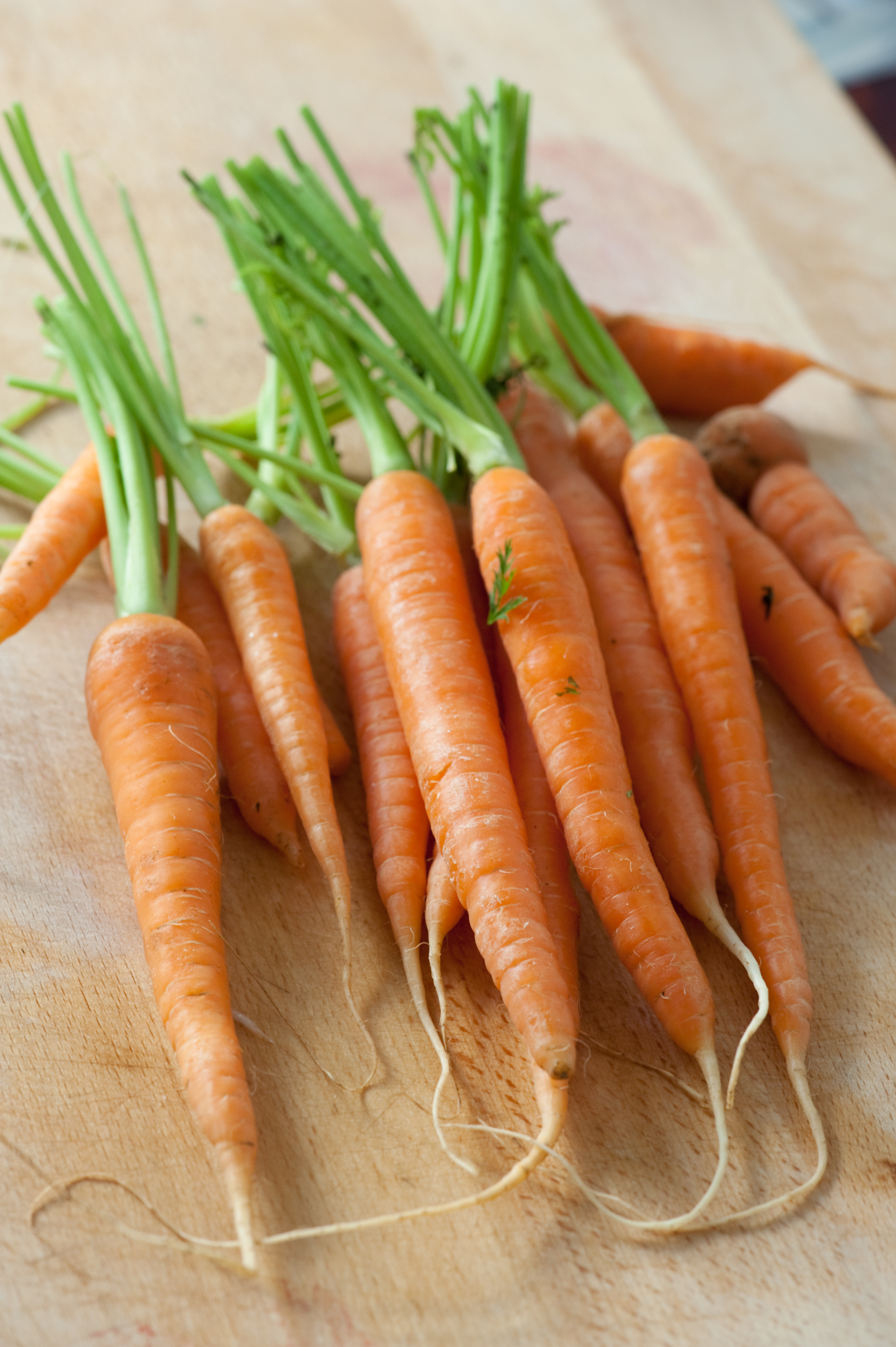
Les carottes sont un snack sain, non industriel et peu calorique.

En anglais, un snack (abréviation de « snack food »), qu'on traduit par produit de grignotage, ou encore grignotine, grignotise au Canada francophone, est un en-cas, un casse-croûte destiné à être grignoté, c'est-à-dire consommé en dehors des repas. Ainsi, dans les pays anglophones, les frites, les chips, les biscuits, le pop-corn et les beignets sont des exemples de snacks.
En français, le mot « snack » est utilisé comme abréviation de snack-bar, c'est-à-dire un endroit où l'on mange rapidement, sur le pouce,.

## Snacks populaires
Parmi les snacks les plus populaires, on retrouve :
- amandes
- assortiment de noix, d'oléagineux
- bagel et fromage à la crème
- bâtonnets au fromage
- barres chocolatées
- barres de céréales
- biscuits à thé
- bosphorus grill[réf. nécessaire]
- bretzels
- cacahuètes
- chips de crevettes
- chips de fruits
- chips de légumes
- chips de pommes de terre
- chips tortilla, chips de maïs
- cookies
- crackers
- crème glacée
- donuts
- falafels
- galettes de riz
- gâteau de riz
- graines
- guimauve enrobée de chocolat
- milkshake
- muffins
- noix de cajou
- edamame
- pommes coupées
- pop-corn
- salade de fruits
- samosas
- sandwichs
- saucisses cocktail
- smoothie
- yaourt à boire